# Elisabeth Bernoulli
Elisabeth Bernoulli (Bazel, 9 december 1873 - aldaar, 22 februari 1935) was een Zwitserse pionier in de Zwitserse abstinentiebeweging voor vrouwen.

## Biografie
Elisabeth Bernoulli was een telg uit de familie Bernoulli. Ze was de dochter van Theodor Bernoulli, een notarisklerk, en een zus van Hans Bernoulli. Vanaf 1902 was ze actief in de Schweizerischer Bund abstinenter Frauen. Van 1907 tot 1912 was ze voorzitster van de Bazelse afdeling van deze organisatie. Vanaf 1912 zetelde ze in het nationaal bestuur, om vanaf 1923 secretaresse te worden en later van 1925 tot 1929 voorzitster van deze organisatie. Daarnaast werkte ze voor de Schweizerische Zentralstelle zur Bekämpfung des Alkoholismus in Lausanne. Van 1923 tot 1933 stelde ze mee de Wegweiser zur Frauenarbeit gegen den Alkohol op, bedoeld om vrouwen te helpen in hun strijd tegen het alcoholisme.